# Milán-San Remo 1992
La Milán-San Remo 1992 fue la 83.ª edición de la Milán-Sanremo. La carrera se disputó el 21 de marzo de 1992 y fue ganada por el irlandès Sean Kelly, que se impuso en el sprint a su compañero de fuga, Moreno Argentin, en la meta de Sanremo. 
219 ciclistes tomaron la salida, de los que acabaron 206 de ellos, récord en la historia de la carrera. 

## Clasificación final
| Posición | Ciclista         | Equipo              | Tiempo     |
| -------- | ---------------- | ------------------- | ---------- |
| 1        | Sean Kelly       | Festina             | 7h 31' 42" |
| 2        | Moreno Argentin  | Ariostea            | m. t.      |
| 3        | Johan Museeuw    | Lotto-Mavic-MBK     | + 03"      |
| 4        | Uwe Raab         | PDM-Ultima-Concorde | m. t.      |
| 5        | Scott Sunderland | TVM-Sanyo           | m. t.      |
| 6        | Olaf Ludwig      | Panasonic-Sportlife | m. t.      |
| 7        | Nico Verhoeven   | PDM-Ultima-Concorde | m. t.      |
| 8        | Etienne de Wilde | Team Telekom        | m. t.      |
| 9        | Laurent Jalabert | ONCE                | m. t.      |
| 10       | Rolf Sørensen    | Ariostea            | m. t.      |